# 너만을 위하여
《너만을 위하여》는 2004년 10월 29일에 MBC에서 방영한 베스트극장이다.

## 등장 인물

### 주요 인물
- 여현수 : 지석 역
- 강래연 : 김성연 역
- 윤다훈 : 김성호 역
- 왕빛나

### 그 외 인물
- 조현숙
- 황치훈
- 한미진

### 특별출연
- 박명수
- 서울종합예술전문학교